# Suomenperänjärvi
Suomenperänjärvi eller Suomenpäänjärvi är en sjö i Finland. Den ligger i kommunen Eura i landskapet Satakunta, i den sydvästra delen av landet, 170 km nordväst om huvudstaden Helsingfors. Suomenperänjärvi ligger 41,3 meter över havet. Arean är 1,22 kvadratkilometer och strandlinjen är 11,73 kilometer lång. Sjön  ingår i Lapinjokis huvudavrinningsområde. 